# Greg Schiano
Gregory Edward Schiano (Wyckoff, 1º giugno 1966) è un ex giocatore di football americano e allenatore di football americano statunitense.

## Carriera universitaria
Giocò con i Bucknell Bison nella Patriot League della NCAA.

## Carriera professionistica come allenatore
Nel 1996 iniziò la sua carriera NFL con i Chicago Bears come assistente della difesa. Nel 1998 divenne l'allenatore dei defensive back.
Il 26 gennaio 2012 firmò un contratto di 5 anni con i Tampa Bay Buccaneers come capo-allenatore. Nella prima stagione terminò con un record di 7-9 ma dopo un deludente 4-12 nella successiva, il 30 dicembre 2013 fu licenziato.

## Record come capo allenatore
| Squadra | Anno   | Stagione regolare | Stagione regolare | Stagione regolare | Stagione regolare | Stagione regolare | Playoff | Playoff | Playoff   |
| Squadra | Anno   | Vinte             | Perse             | Pareggiate        | Posizione         | Risultato         | Vinte   | Perse   | Risultato |
| ------- | ------ | ----------------- | ----------------- | ----------------- | ----------------- | ----------------- | ------- | ------- | --------- |
| TB      | 2012   | 7                 | 9                 | 0                 | 4° NFC South      | no playoff        | -       | -       | -         |
| TB      | 2013   | 4                 | 12                | 0                 | 4° NFC South      | no playoff        | -       | -       | -         |
| Totale  | Totale | 11                | 21                | 0                 | -                 | -                 | -       | -       | -         |

## Vittorie e premi
Nessuno